# Fachverband Tischtennis Bremen
Der Fachverband Tischtennis Bremen (FTT Bremen) ist der Zusammenschluss der Tischtennis-Vereine in der Freien Hansestadt Bremen. Er ist nach Anzahl der Mitglieder und flächenmäßig der kleinste Landesverband im DTTB. Zugleich ist es der jüngste TT-Verband in den alten Bundesländern. Die Geschäftsstelle befindet sich in Bremen, Präsident ist seit Juni 2014 Tobias Genz.
Das amtliche Organ des FTT Bremen ist die Zeitschrift Bremer Tisch-Tennis Spiegel, die 1955 erstmals erschien.

## Historie
Am 24. Mai 1946 wurde eine Abteilung Tischtennis im Bremer Sportbund gegründet, der 9 Vereine angehörten. Zu den treibenden Kräften zählten Anni Gries, Hans Schwingel, „Bubi“ Fahrtmann und Georg Heiliger. Diese Abteilung schloss sich 1947 dem neu gegründeten Tischtennis-Verband Niedersachsen (TTVN) an. Hier vertrat Werner Kiene aus Bremerhaven den Bremer Bereich als 2. Vorsitzender.
Bei Gründung des DTTB strebte man an, dass jedes Bundesland einen eigenen Tischtennis-Verband haben solle. So scherte Bremen aus dem TTVN aus und gründete im Januar 1951 den Fachverband Tischtennis Bremen.
Erster Vorsitzender war Erhard Schulz († 4. August 1960), 1959 übernahm Gert Dieter Elling (* 17. April 1925; † 19. Mai 1988) die Führung. Ab 1980 war Karl-Heinz Schulz Vorsitzender.

## Mitgliederentwicklung
| Jahr | Vereine | Mitglieder | Mannschaften |
| ---- | ------- | ---------- | ------------ |
| 1951 | 9       |            |              |
| 1960 | 48      | 2.181      |              |
| 1976 | 58      | 4.271      |              |
| 1990 | 63      |            | 518          |
| 1995 | 60      |            | 466          |
| 2000 | 57      | 2.534      |              |

## Erfolgreiche Vereine
Zu den erfolgreichsten Vereinen des Verbandes zählen neben Werder Bremen, der 2005/06 in der 1. Bundesliga spielte, der TuS Vahr, welcher ebenfalls von 1983 bis 1986 in der 1. BL spielte und der mit 44 Mannschaften zu den größten Vereinen in Deutschland zählte.

## Ehrenmitglieder
- Karl-Heinz Schulz
- Horst Böttjer